# Brett Kavanaugh
Brett Michael Kavanaugh (Washington D. C., 12 de febrero de 1965) es un jurista estadounidense que ejerce como juez en la Corte Suprema de los Estados Unidos. Fue nominado por el presidente Donald Trump el 9 de julio de 2018 y se ha desempeñado desde el 6 de octubre de 2018. Anteriormente fue juez de la Corte de Apelaciones de los Estados Unidos para el Circuito del Distrito de Columbia y trabajó como abogado de planta para varias oficinas del gobierno federal. Desde la muerte de Ruth Bader Ginsburg en 2020, ha llegado a ser considerado un voto clave en la Corte. 
Kavanaugh estudió historia en la Universidad de Yale, donde se unió a la fraternidad Delta Kappa Epsilon. Luego asistió a la Facultad de Derecho de Yale, después de lo cual comenzó su carrera como asistente legal trabajando para el juez Kenneth Starr, en el Circuito del Distrito de Columbia. Kavanaugh lo ayudó con varias investigaciones sobre el presidente Bill Clinton, incluida la redacción del Informe Starr que recomienda la destitución de Clinton. Además, en su calidad de asesor asociado, reabrió la investigación acerca de la muerte de Vince Foster, el asesor adjunto de la Casa Blanca durante los primeros seis meses de la administración Clinton. Después de las elecciones presidenciales de EE. UU. de 2000, en las que trabajó para la campaña de George W. Bush en el recuento de Florida, se unió a la administración Bush como secretario de personal de la Casa Blanca y fue una figura central en sus esfuerzos para identificar y confirmar candidatos judiciales. Bush nominó a Kavanaugh a la Corte de Apelaciones del Circuito del Distrito de Columbia en 2003. Sus audiencias de confirmación fueron polémicas y se estancaron durante tres años por cargos del partidismo. Finalmente, fue confirmado en el circuito DC en mayo de 2006 después de una serie de negociaciones entre los senadores demócratas y republicanos. Dos profesores de derecho realizaron una evaluación de las decisiones de la corte de apelaciones de Kavanaugh en cuatro áreas separadas de políticas públicas para el The Washington Post, en cual determinó que había sido uno de los jueces más conservadores del Circuito DC, de 2003 a 2018.
El presidente Trump nominó a Kavanaugh a la Corte Suprema de EE. UU . el 9 de julio de 2018, para ocupar el puesto que dejó vacante el juez asociado retirado Anthony Kennedy . Más tarde en julio, Christine Blasey Ford acusó a Kavanaugh de agredirla sexualmente a principios de la década de 1980 mientras los dos estaban en la escuela secundaria. Otras dos mujeres también acusaron a Kavanaugh de conducta sexual inapropiada. Kavanaugh negó todas las acusaciones. El Comité Judicial del Senado celebró una audiencia complementaria sobre las acusaciones de Ford. Posteriormente, votó 11 a 10 a lo largo de las líneas del partido para avanzar la confirmación a una votación en el Senado completo. El 6 de octubre, el Senado en pleno confirmó a Kavanaugh con una votación de 50 a 48, con un demócrata votando para confirmar y un republicano oponiéndose a él pero sin votar.

## Biografía

### Formación jurídica
Se graduó con honores cum laude en Yale College, con una licenciatura en historia estadounidense, donde fue miembro de la fraternidad Delta Kappa Epsilon. Después de graduarse de la Facultad de Derecho de Yale, Kavanaugh comenzó su carrera como asistente jurídico y luego como becario de posgrado trabajando bajo la dirección del juez Kenneth Starr. 
Después de que Starr dejara el juzgado de Washington D. C. para asumir el cargo de jefe de la Office of Independent Counsel, Kavanaugh lo siguió y ayudó a Starr con sus diversas investigaciones sobre el presidente Bill Clinton. Kavanaugh desempeñó un papel principal en la redacción del informe Starr, que instaba a iniciar el proceso de destitución del presidente Bill Clinton. Después de las elecciones presidenciales de 2000 (en las que Kavanaugh trabajó para la campaña de George W. Bush en el recuento de Florida), Kavanaugh se unió a la administración como secretario de la Oficina del Personal de la Casa Blanca y fue una figura central en sus esfuerzos por identificar y confirmar a los candidatos judiciales.

### Tribunal de Apelaciones
Kavanaugh fue nominado por primera vez para el Tribunal de Apelaciones de Estados Unidos para el circuito de Washington D. C. por el presidente Bush en 2003. Sus audiencias de confirmación fueron polémicas; se estancaron durante tres años por cargos de partidismo. Kavanaugh fue finalmente confirmado en el circuito de Washington D. C. en mayo de 2006 después de una serie de negociaciones entre senadores demócratas y republicanos. Un análisis que cubría el período 2003-2018 encontró que Kavanaugh tenía el récord de votos más conservador en el tribunal de Washington D. C. en cada una de las áreas políticas.

### Corte Suprema

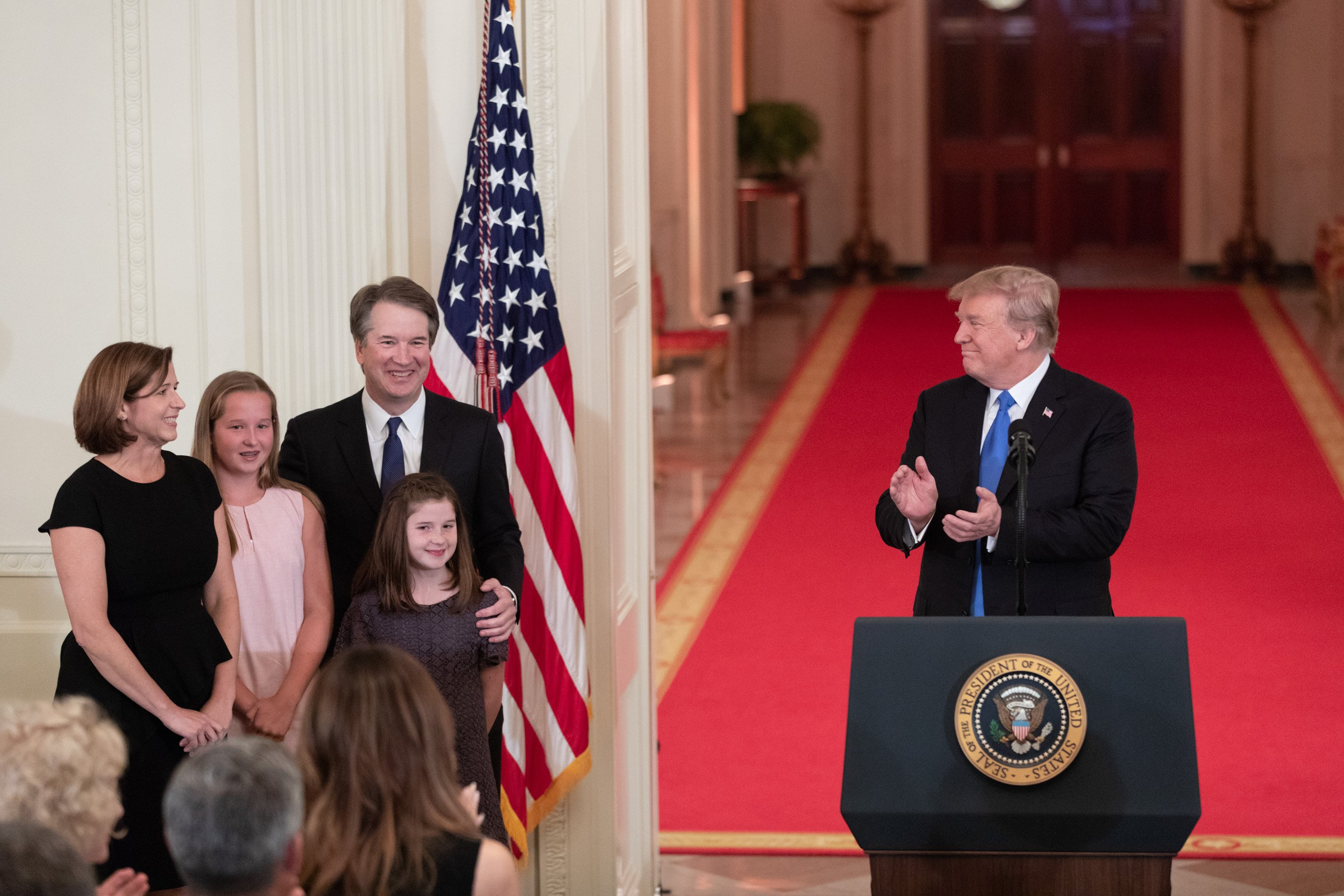
El juez Kavanaugh y su familia junto al presidente Donald Trump durante el anuncio de su nominación a la Corte Suprema.

Para cubrir la vacante creada por el retiro del juez asociado Anthony Kennedy, el presidente Donald Trump nominó a Kavanaugh el 9 de julio de 2018, para servir como juez asociado de la Corte Suprema de los Estados Unidos. Durante el proceso de confirmación, Christine Blasey Ford alegó que a principios de la década de 1980, cuando ambos estaban en la escuela secundaria, Kavanaugh había intentado violarla y Kavanaugh negó "categórica e inequívocamente" que el suceso hubiera ocurrido. 
En los días siguientes, otras dos mujeres alegaron una conducta sexual inapropiada por parte de Kavanaugh. Kavanaugh negó enérgicamente todas las acusaciones, alegando que era víctima de una conspiración de izquierdas para difamar su nombre. Declaró que las acusaciones estaban motivadas políticamente, y se retrató a sí mismo como una víctima de los medios de comunicación de izquierda "en nombre de los Clinton". La polémica fue considerada "sin precedentes" en la historia de Estados Unidos.
En septiembre de 2018, Kavanaugh tenía el menor índice de apoyo en las encuestas de todas las nominaciones a la Corte Suprema desde que se realizan tales encuestas. Después de las alegaciones, su nivel de aprobación continuó cayendo en las encuestas. A pesar de todas las críticas, fue finalmente aprobada su nominación como juez asociado del Tribunal Supremo por el Senado, el 6 de octubre de 2018, con una votación de 50 votos a favor y 48 en contra.
Judy Munro-Leighton, una mujer que reivindicó la autoría de una carta firmada con seudónimo que recibió en septiembre de 2018 la senadora demócrata Kamala Harris, miembro del Comité, en la que se acusaba a Kavanaugh y a otro hombre de haberla violado, reconoció algunos días después, tras varios intentos a lo largo de octubre para corroborar su denuncia, que no fue ella la que escribió la carta, que ella no era en realidad Jane Doe y que, de hecho, no conocía a Kavanaugh personalmente. La mujer dijo que "solo quería llamar la atención" y que era una "táctica" para evitar la confirmación de juez.

## Acusaciones de abuso sexual

### Christine Blasey Ford
A principios de julio de 2018, Kavanaugh estaba en una lista de nominados para la Corte Suprema. Christine Blasey Ford, profesora de psicología en la Universidad de Palo Alto, se puso en contacto con el Washington Post y con su representante, Anna Eshoo, con acusaciones de que Kavanaugh la había agredido sexualmente cuando estaban en la escuela secundaria. El 30 de julio de 2018, Ford escribió a la senadora Dianne Feinstein para informarle de su acusación contra Kavanaugh, solicitando que se mantuviera confidencial. Después de un informe del 12 de septiembre en The Intercept, Feinstein confirmó que una mujer, que había solicitado no ser identificada, había presentado una denuncia contra Kavanaugh. Feinstein dijo que la mujer había afirmado que, cuando ambos estaban en la escuela secundaria, Kavanaugh había tratado de violarla mientras la sujetaba físicamente. El mismo día, Feinstein dijo que había remitido la acusación de la mujer a las autoridades federales.
El 16 de septiembre, Ford dio a conocer sus acusaciones y afirmó que Kavanaugh la había agredido sexualmente cuando ella tenía 15 años y él 17. Ella dijo que a principios de la década de 1980, Kavanaugh y Mark Judge, uno de los amigos de Kavanaugh de Georgetown Prep, la acorralaron en una habitación en una fiesta en una casa en Maryland y subieron el volumen de la música que sonaba en la habitación. Según Ford, Kavanaugh la inmovilizó contra la cama, la tocó, la golpeó, trató de quitarle la ropa y le tapó la boca con la mano cuando intentó gritar. Ford dijo que temía que Kavanaugh pudiera matarla inadvertidamente durante el ataque y creía que él la iba a violar. Ford afirmó que ella escapó cuando Mark Judge saltó sobre la cama, tirándolos a todos al suelo.
El 19 de septiembre de 2018, el Comité Judicial del Senado invitó a Kavanaugh y Ford a testificar sobre la acusación. Kavanaugh accedió a testificar el 19 de septiembre de 2018. Ford solicitó que el FBI investigara el asunto primero, pero el presidente del Comité Judicial, Chuck Grassley, rechazó la solicitud y le dio a Ford una fecha límite del 21 de septiembre para informar al comité si tenía la intención de testificar. Grassley agregó que Ford podía comparecer ante el comité en forma privada o pública. El 20 de septiembre, el abogado de Ford inició negociaciones con el comité para reprogramar la audiencia en "términos que sean justos y que garanticen su seguridad". Un panel bipartidista del Comité Judicial y los representantes de Ford acordaron una audiencia después del 24 de septiembre de 2018.
Christine Blasey Ford declaró que Leland Ingham Keyser, una amiga de toda su vida, estuvo presente en la fiesta donde tuvo lugar el presunto asalto. El 22 de septiembre, Keyser declaró a través de su abogado que no conocía a Kavanaugh y no recordaba ni la fiesta, ni la agresión sexual. El abogado confirmó que Keyser era amiga de Ford, y Keyser le dijo a The Washington Post que creía en la acusación de Ford.
El 4 de octubre de 2018, la Casa Blanca anunció que no había encontrado ninguna corroboración de la acusación de Ford después de revisar la última investigación del FBI sobre el pasado de Kavanaugh. Los abogados de Ford tuitearon: "Los que dirigían la investigación del FBI no estaban interesados en buscar la verdad".
En septiembre de 2019, los reporteros del New York Times Kate Kelly y Robin Pogrebin publicaron The Education of Brett Kavanaugh: An Investigation (La educación de Brett Kavanaugh: una investigación). Ellos informaron que Keyser "pensó que toda la configuración que Ford describió ... sonaba mal", y que "desafió la precisión de Ford", citando a Keyser diciendo "No tengo ninguna confianza en la historia". Según The Washington Post, el libro reveló que "Keyser también dijo que habló con muchas personas que 'querían que recordara algo diferente', lo que sugiere que la presionaron para que siguiera la línea".

### Deborah Ramírez
El 23 de septiembre de 2018, Ronan Farrow y Jane Mayer de The New Yorker publicaron un artículo con otra acusación de agresión sexual contra Kavanaugh. Deborah Ramirez, quien asistió a la Universidad de Yale con Kavanaugh, alegó que él le mostró los genitales y empujó su pene contra su cara después de que ambos habían estado bebiendo en una fiesta universitaria durante el año académico 1983-1984. Kavanaugh dijo: "Este supuesto evento de hace 35 años no sucedió". The New Yorker habló con cuatro compañeros de clase, tres identificados como testigos presenciales, pero todos negaron haber presenciado el evento. The New York Times entrevistó a varias decenas de sus compañeros de clase en un intento de corroborar su historia, y no pudo encontrar testigos de primera mano del presunto asalto, pero varios compañeros recordaron que se habían enterado en los días siguientes y le creyeron a Ramírez. Según The New York Times, "la propia Ramírez le dijo a la prensa y a sus amigos que, inicialmente, no estaba absolutamente segura de que fuera Kavanaugh quien la agredió, pero después de mantener correspondencia con amigos que tenían conocimiento de segunda mano del incidente y tomarse el tiempo para refrescar su memoria, declaró que estaba segura de que Kavanaugh era su agresor". El Washington Post analizó la acusación de Ramírez y concluyó que" la acusación de Ramírez tiene la doble distinción de tener más corroboración potencial y menos corroboración real que la de Ford".

### Julie Swetnick
Michael Avenatti, el abogado que representa a Stormy Daniels en su demanda contra Donald Trump, tuiteó el 23 de septiembre de 2018 que representaba a una mujer que tenía "información creíble" sobre Kavanaugh y Judge. Avenatti dijo que su cliente estaría dispuesta a testificar ante la Comisión Judicial del Senado. El 26 de septiembre, Avenatti reveló que la mujer era Julie Swetnick, una ex empleada del gobierno. En una declaración jurada, Swetnick describió haber asistido a "más de diez fiestas en diferentes casas en el área de Washington, DC durante los años 1981-1983, donde Mark Judge y Brett Kavanaugh estuvieron presentes". Ella describió ser consciente de "los esfuerzos de Mark Judge, Brett Kavanaugh y otros para poner alcohol y drogas en el ponche para hacer que las chicas perdieran sus inhibiciones y su capacidad de decir" No'". Ella describió haber sido testigo de "los esfuerzos de Mark Judge, Brett Kavanaugh y otros para hacer que las chicas se emborracharan y desorientaran para que pudieran ser 'violadas en grupo' en una habitación lateral o en un dormitorio por un 'tren' de varios chicos. Tengo un firme recuerdo de ver a chicos alineados afuera de las habitaciones en muchas de estas fiestas esperando su 'turno' con una chica dentro de la habitación. Estos niños incluían a Mark Judge y Brett Kavanaugh". En una entrevista con NBC News, Swetnick aclaró que en realidad no fue testigo de cómo Kavanaugh o Judge pusieron alcohol y drogas en las bebidas. Kavanaugh calificó sus acusaciones de "ridículas" y la acusación de Avenatti en su conjunto como una "farsa". El Wall Street Journal informó que se había puesto en contacto con "decenas" de sus excompañeros de clase y colegas, pero no pudo contactar a nadie con conocimiento de sus acusaciones y que ninguno de sus amigos se había presentado públicamente para apoyar las afirmaciones de Swetnick. Grassley remitió tanto a Swetnick como a Avenatti al Departamento de Justicia para una investigación penal en relación con las denuncias de que los dos participaron en "conspiración, declaraciones falsas y obstrucción del Congreso".

### Judy Munro-Leighton
El 19 de septiembre de 2018, Judy Munro-Leighton acusó a Kavanaugh de agresión sexual en una carta anónima firmada como "Jane Doe", que estaba dirigida a Grassley pero enviada por correo a la entonces senadora Kamala Harris. El 26 de septiembre de 2018, el comité del Senado interrogó a Kavanaugh sobre esta acusación. Kavanaugh calificó la acusación de "ridícula". El 1 de noviembre de 2018, Munro-Leighton habló con los miembros del personal del comité. Durante la conversación cambió su historia, negando haber escrito la carta anónima y diciendo que se había puesto en contacto con el Congreso como "una estratagema" para "llamar la atención". El 2 de noviembre, Grassley anunció la identidad de Munro-Leighton y describió sus acusaciones como fabricadas. Munro-Leighton fue remitida al Departamento de Justicia y al FBI por realizar acusaciones falsas y obstruir la justicia.